# Eddie Foy Jr.
Pour les articles homonymes, voir Foy et Eddie Foy.
Edwin Fitzgerald Jr., né le 4 février 1905 à New Rochelle (comté de Westchester, État de New York) et mort le 15 juillet 1983 à Los Angeles (quartier de Woodland Hills, Californie), est un acteur et danseur américain, connu sous le nom de scène d’Eddie Foy Jr.

## Biographie

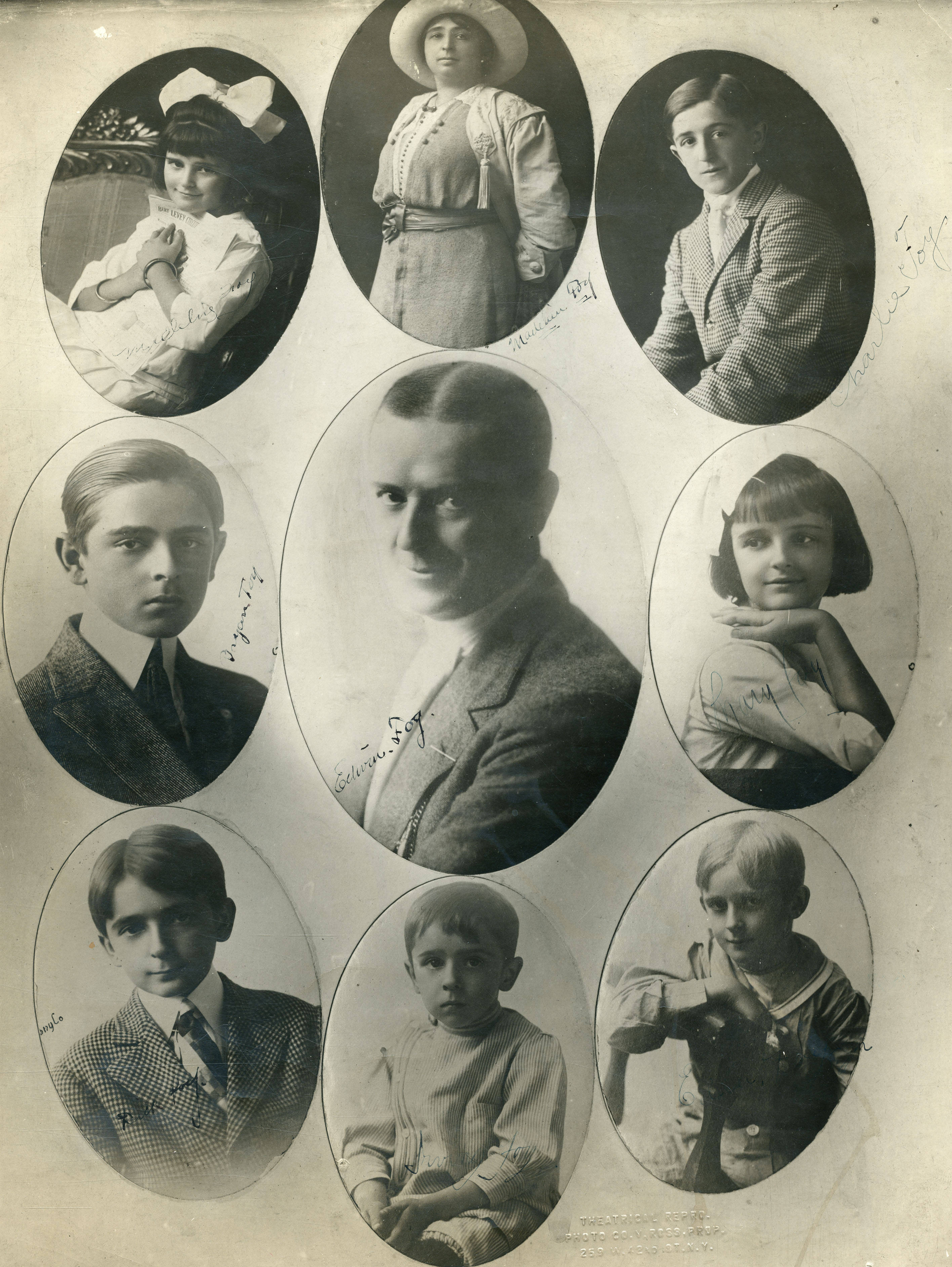
Eddie Foy entouré de ses sept enfants, dont Eddie Foy Jr. en bas à droite (photo promotionnelle de 1914)

Eddie Foy Jr. est le fils de l'acteur Eddie Foy (né Edwin Fitzgerald, 1856-1928), ayant eu sept enfants surnommés « The Seven Little Foys » (dont le réalisateur Bryan Foy, 1896-1977). Comme son père, il débute jeune au théâtre et se produit entre autres dans le répertoire du vaudeville.
À Broadway (New York), il joue dans neuf comédies musicales, depuis Show Girl sur une musique de George Gershwin (1929, avec Jimmy Durante et Ruby Keeler) jusqu'à Donnybrook! (en) sur une musique de Johnny Burke (en) (1961, avec Philip Bosco). Entretemps, citons la revue At Home Abroad (en) sur une musique d'Arthur Schwartz (1935-1936, avec Eleanor Powell et Ethel Waters) et The Pajama Game sur une musique de Richard Adler et Jerry Ross (1954-1956, avec Janis Paige). S'ajoute l'opérette The Red Mill (en) sur une musique de Victor Herbert (reprise, 1945-1947).
Au cinéma, il apparaît d'abord enfant dans deux courts métrages muets, le premier en 1913 ; le second en 1915 est A Favorite Fool d'Edwin Frazee (avec Polly Moran et Mae Busch), où son père tient la vedette aux côtés de ses sept enfants. Observons ici que l'histoire d'Eddie Foy et de sa famille est au centre du film Mes sept petits chenapans (titre original : The Seven Little Foys, 1955) de Melville Shavelson, où Bob Hope interprète Eddie Foy.
Avec le passage au parlant, Eddie Foy Jr. contribue à cinquante-huit autres films américains (dont des courts métrages, surtout durant les années 1930) ; le premier est le court métrage The Swell Head (en) (1928, avec Bessie Love et Eugene Pallette), réalisé par son frère Bryan Foy. Ultérieurement, signalons quatre longs métrages où il personnifie son père, L'Aigle des frontières d'Allan Dwan (1939, avec Randolph Scott et Nancy Kelly), Lillian Russell d'Irving Cummings (1940, avec Alice Faye dans le rôle-titre), La Glorieuse Parade de Michael Curtiz (1942, avec James Cagney interprétant George M. Cohan), et enfin Le Président Wilson d'Henry King (1944, avec Alexander Knox dans le rôle-titre).
Mentionnons aussi Pique-nique en pyjama de Stanley Donen et George Abbott (adaptation de la comédie musicale The Pajama Game précitée, 1957, avec Doris Day et Barbara Nichols) et Un numéro du tonnerre de Vincente Minnelli (1960, avec Judy Holliday et Dean Martin). Son dernier film (un caméo) est Won Ton Ton, le chien qui sauva Hollywood de Michael Winner (1976).
À la télévision américaine, outre des prestations dans son propre rôle, Eddie Foy Jr. collabore à dix-huit séries entre 1957 et 1974, dont Alfred Hitchcock présente (un épisode, 1959), L'Homme à la Rolls (deux épisodes, 1964-1965) et Mes trois fils (un épisode, 1967).
S'ajoutent sept téléfilms jusqu'en 1978 (année où il se retire) ; le premier est Mr. Broadway de Sidney Lumet (1957), où Mickey Rooney prend la suite de James Cagney dans le rôle de George M. Cohan, lui-même personnifiant à nouveau son père.
Eddie Foy Jr. meurt en 1983, à 78 ans.

## Théâtre à Broadway (intégrale)

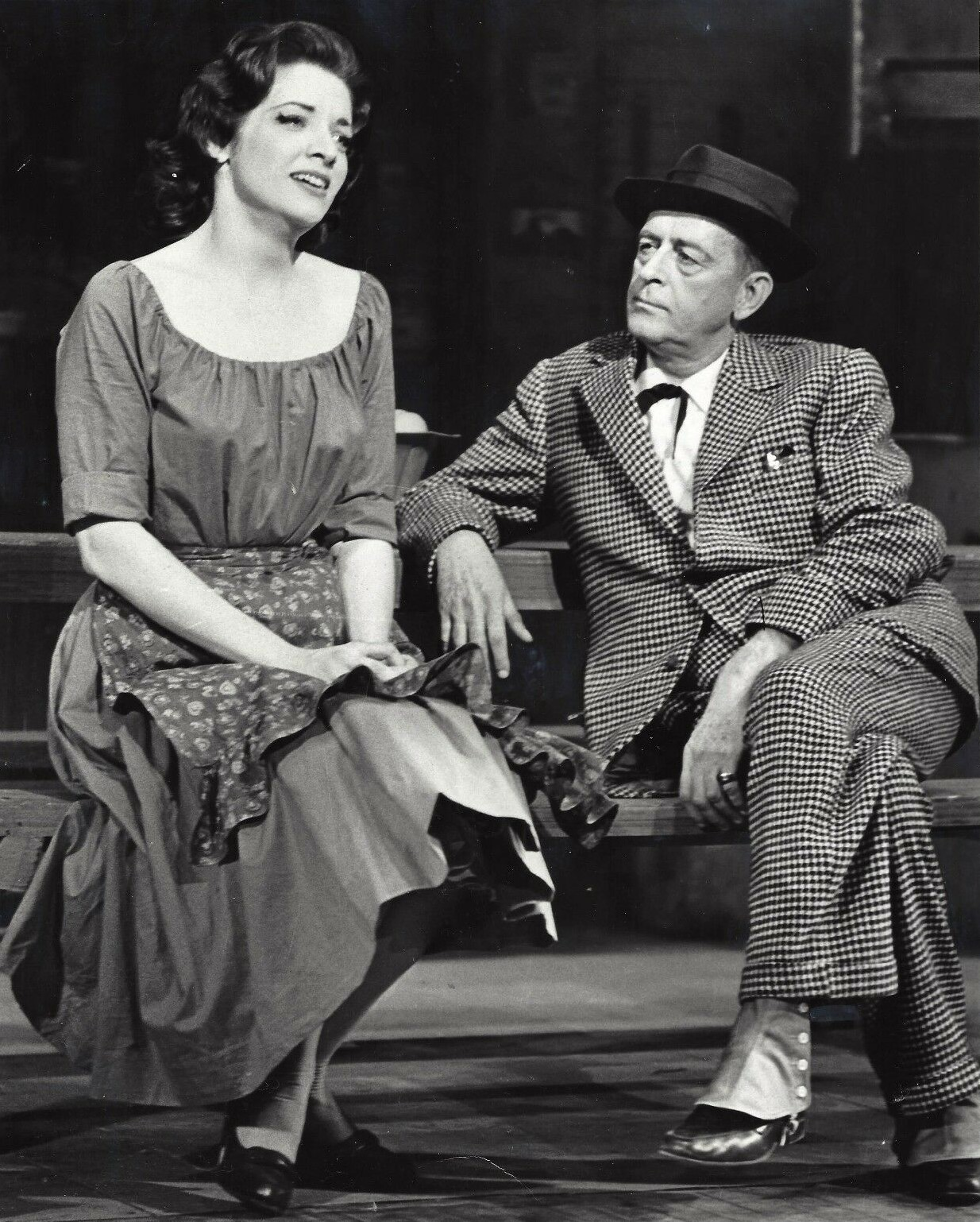
Avec Joan Fagan, dans Donnybrook! (1961)

(comédies musicales, sauf mention contraire)
- 1929 : Show Girl (en), production de Florenz Ziegfeld, musique de George Gershwin, lyrics d'Ira Gershwin et Gus Kahn, livret de William Anthony McGuire, chorégraphie d'Albertina Rasch, décors de Joseph Urban : Denny Kerrigan
- 1930 : Ripples (en), musique d'Oscar Levant et Albert Sirmay, lyrics d'Irving Caesar et Graham John, livret de William Anthony McGuire, décors de Joseph Urban : Caporal Jack Sterling
- 1930 : Smiles, musique de Vincent Youmans, lyrics de Clifford Grey et Harold Adamson, livret de William Anthony McGuire, décors de Joseph Urban : Gilbert Stone
- 1931-1932 : The Cat and the Fiddle (en), musique de Jerome Kern (orchestrée par Robert Russell Bennett), lyrics et livret d'Otto Harbach, chorégraphie d'Albertina Rasch, direction musicale de Victor Baravalle : Alexander Sheridan
- 1935-1936 : At Home Abroad (en), revue, musique d'Arthur Schwartz, lyrics et livret d'Howard Dietz, décors et mise en scène de Vincente Minnelli : M. Martingale / Pilnik / le gardien du métro / le musicien
- 1937 : Orchids Preferred, musique de Dave Stamper, lyrics et livret de Fred Herendeen : Bubbles Wilson
- 1945-1947 : The Red Mill (en), opérette, musique de Victor Herbert, livret d'Henry Blossom : Kid Conner
- 1954-1956 : The Pajama Game, musique et lyrics de Richard Adler et Jerry Ross (en), livret de George Abbott et Richard Bissell (en), chorégraphie de Bob Fosse, mise en scène de George Abbott et Jerome Robbins : Vernon Hines
- 1957 : Rumple (en), musique d'Ernest G. Schweickert, lyrics de Frank Reardon, livret d'Irving Phillips (en), mise en scène de Jack Donohue : rôle-titre
- 1961 : Donnybrook! (en), musique et lyrics de Johnny Burke (en), livret de Robert E. McEnroe, chorégraphie et mise en scène de Jack Cole : Mikeen Flynn

## Filmographie partielle

### Cinéma
- 1915 : A Favorite Fool d'Edwin Frazee (court métrage) : un des enfants de la veuve Wallop
- 1928 : The Swell Head (en) de Bryan Foy (court métrage) : rôle non spécifié
- 1930 : Présentez armes (Leathernecking) d'Edward F. Cline : Chick Evans
- 1933 : Nuits de Broadway (Broadway Through a Keyhole) de Lowell Sherman : lui-même
- 1934 : L'Étoile du Moulin-Rouge (Moulin Rouge) de Sidney Lanfield : un magicien
- 1936 : King of Burlesque de Sidney Lanfield : un danseur
- 1939 : Service secret de l'air (Secret Service of the Air) de Noel M. Smith : Gabby Watters
- 1939 : L'Aigle des frontières (Frontier Marshal) d'Allan Dwan : Eddie Foy
- 1939 : Women in the Wind de John Farrow : Denny Corson
- 1940 : Lillian Russell d'Irving Cummings : Eddie Foy
- 1940 : Murder in the Air de Lewis Seiler : Gabby Watters
- 1942 : Powder Town de Rowland V. Lee : Billy Meeker
- 1942 : La Glorieuse Parade (Yankee Doodle Dandy) de Michael Curtiz : Eddie Foy
- 1943 : Dixie Dugan d'Otto Brower : Matt Hogan
- 1943 : Dixie d'A. Edward Sutherland : M. Felham
- 1944 : Quatre Flirts et un cœur (And the Angels Sing) de George Marshall : Fuzzy Johnson
- 1944 : Le Président Wilson (Wilson) d'Henry King : Eddie Foy
- 1953 : La Jolie Batelière (The Farmer Takes a Wife) d'Henry Levin: Fortune Friendly
- 1954 : Mademoiselle Porte-bonheur (Lucky Me) de Jack Donohue : Duke McGee
- 1957 : Pique-nique en pyjama (The Pajama Game) de Stanley Donen et George Abbott : Vernon Hines
- 1960 : Un numéro du tonnerre (Bells Are Ringing) de Vincente Minnelli : J. Otto Prantz
- 1976 : Won Ton Ton, le chien qui sauva Hollywood (Won Ton Ton, the Dog Who Saved Hollywood) de Michael Winner : lui-même (caméo)

### Télévision

#### Séries
- 1959 : Alfred Hitchcock présente (Alfred Hitchcock Presents), saison 4, épisode 22 The Right Price d'Arthur Hiller : « Le Chat »
- 1962-1963 : Fair Exchange (en), saison unique, 21 épisodes : Eddie Walker
- 1964-1965 : L'Homme à la Rolls (Burke's Law), saison 2, épisode 2 Who Killed Vaudeville? (1964 : Claude Gester) de Gene Nelson et épisode 28 Who Killed Hamlet? (1965 : Dugan) de Don Weis
- 1967 : Mes trois fils (My Three Sons), saison 7, épisode 29 Ernie and the O'Grady de James V. Kern et James Sheldon (en) : Edward Alexander O'Grady

#### Téléfilms
- 1957 : Mr. Broadway de Sidney Lumet (diffusé dans le cadre de la série-anthologie Producers' Showcase (en)) : Eddie Foy
- 1976 : The Rear Guard d'Hal Cooper : Bert Wagner
- 1977 : The Girl in the Empty Grave de Lou Antonio : Carter